# Campeonato Carioca 1963
In 1963 werd het 58ste Campeonato Carioca gespeeld voor voetbalclubs uit de Braziliaanse staat Guanabara. De competitie werd gespeeld van 30 juni tot 15 december. Flamengo werd kampioen.

## Eindstand
| Plaats | Club          | Wed. | W  | G | V  | Saldo | Ptn. |
| ------ | ------------- | ---- | -- | - | -- | ----- | ---- |
| 1.     | Flamengo      | 24   | 17 | 5 | 2  | 46:17 | 39   |
| 2.     | Fluminense    | 24   | 16 | 6 | 2  | 48:10 | 38   |
| 3.     | Bangu         | 24   | 16 | 4 | 4  | 58:27 | 36   |
| 4.     | Botafogo      | 24   | 15 | 5 | 4  | 44:15 | 35   |
| 5.     | America       | 24   | 12 | 6 | 6  | 38:28 | 30   |
| 6.     | Vasco da Gama | 24   | 11 | 7 | 6  | 39:23 | 29   |
| 7.     | Campo Grande  | 24   | 7  | 7 | 10 | 22:41 | 21   |
| 8.     | São Cristóvão | 24   | 9  | 3 | 12 | 25:38 | 21   |
| 9.     | Olaria        | 24   | 7  | 5 | 12 | 32:35 | 19   |
| 10.    | Portuguesa    | 24   | 4  | 7 | 13 | 19:35 | 15   |
| 11.    | Bonsucesso    | 24   | 4  | 5 | 15 | 14:32 | 13   |
| 12.    | Canto do Rio  | 24   | 3  | 4 | 17 | 24:59 | 10   |
| 13.    | Madureira     | 24   | 2  | 2 | 20 | 15:64 | 6    |

|  | Kampioen |

### Kampioen
| Campeonato Carioca de 1963    |
| Rio de Janeiro                |
| ----------------------------- |
| FLAMENGO Kampioen (14° titel) |

## Topschutters
| Speler            | Speler        | Goals | Club          |
| ----------------- | ------------- | ----- | ------------- |
| Vlag van Brazilië | Bianchini     | 18    | Bangu         |
| Vlag van Brazilië | Manuel        | 17    | Fluminense    |
| Vlag van Brazilië | Aírton Beleza | 15    | Flamengo      |
| Vlag van Brazilië | Célio         | 15    | Vasco da Gama |